# 달빛조각사
《달빛조각사》는 저자 남희성의 장편 게임 판타지 소설이다. 2018년 3월 26일까지 총 52권이 로크미디어에서 출판되었다. 이후 선연재를 하는 카카오페이지에서 2018년 7월 3일 53권의 업데이트가 시작되었고, 2019년 7월 3일 58권으로 완결되었다.

## 작품개요
어려운 환경에 놓여 있던 스무살 이현이 가상현실게임 로열 로드에서 아이템을 팔아 돈을 벌며 여러 가지 만남과 새로운 경험을 겪는 이야기가 전개된다.

## 등장 인물
- 이현

작중 주인공. 할머니, 여동생과 사는 소년가장이다. 생계를 위해 작중 내에 존재하는 최고 인기 가상 현실 게임인 로열로드에 들어가서 고 생각한다. 이러한 버릇 때문에 작중 내의 고전 온라인 게임 마법의 대륙에서는 랭킹 1위 고수였던 바가 있다. 아르펜 왕국의 국왕이자 풀죽신교의 신 그리고 전쟁의 신으로 우러름을 받고 있다.
- 이혜연

이현의 여동생이다. 게임 캐릭터의 이름은 인권유린의 약자인 유린. 본디 꿈은 마도사였으나 뜻밖의 기회가 찾아와 물빛의 화가가  된다. 이현의 이미지를 살려주는 착한 동생이기도 하다. 이따금 원하는 곳으로 갈 수 있는 스킬(그림 이동술)로 위드를 도와준다.
- 위드의 파티

위드가 처음 세라보그 성을 나왔을 때 만난 유저들로 이후 많은 모험을 함께 한다. 오동만, 박수연, 박희연, 김인영, 신혜민이 주 파티원으로, 게임 캐릭터의 이름은 왼쪽부터 페일, 수르카, 로뮤나, 이리엔, 메이런이다. 각기 직업은 궁수, 권사, 마법사, 성직자, 레인저. 뒤로 갈수록 따로 움직이긴 하지만 여전히 중요한 인물들이다.
- 정서윤

정득수 회장의 외딸이다. 모친 때문에 마음을 닫고 다른 사람과 소통하지 않는다. 게임 캐릭터 이름은 서윤이며, 직업은 광전사. 빼어난 외모로 묘사된다. 위드와 초보자 시절부터 이런저런 사연으로 엮이고 나아가서 현실에서도 만나는 과정 중에 차츰 마음을 열어가게 된다. (작가는 엑스트라로 출현하려고 했으나 독자들의 인기에 히로인으로 바꾸었다고 밝힘)20권에서는 위드의 청혼을 받아들여 게임상에서 위드의 아내가 된다. 광전사로서 로열로드 상위권자중 한 명이다. 그리고 58권에서 이현이 로열 로드에서 한 실질적 청혼을 받아들여 현실에서도 부부가 된다.
- 안현도

이현이 로열로드를 시작하기 위한 준비 과정으로 1년 동안 다녔고, 이후의 인연으로 계속 다니고 있는 도장의 관장. 전세계에 널리 이름이 알려진 무술고수이며 게임 안에서도 강력한 검술 고수로서 묘사된다. 게임 캐릭터의 이름은 검치로 직업은 무예인. 위드의 조언자이자 함께하는 동료로서 많은 도움을 주고 있다.
- 검치들

안현도가 운영하는 도장의 관장들과 정식 수련생들의 캐릭터 이름. 안현도부터 검치, 검둘치, 검삼치, 검사치 등으로 순서대로 이어져 검오백오치까지 있다. 모두 무술의 고수이며 우락부락한 생김새 때문에 오해를 사기도 한다. 라비아스에서 초급 수련관을 통과하여 모두 무예인으로 전직하였고, 작중에선 게임 내에 무술을 보급하는 데 이바지하기도 한다. 주로 등장하는 인물들은 검둘치 정일훈. 검삼치 최종범. 검사치 마상범. 검오치 이인도. 위드가 믿음직하게 여기는 동료로서 많은 도움을 준다. 하벤제국과의 전쟁에서 500명으로 16만명을 쓸어버리는 힘을 가지고 있다.
- 강진철

게임 캐릭터 이름은 마판. 위드와 자주 사고팔고 있는 상인클래스 유저로 위드를 통해 많은 성장을 이루며 또한 위드의 눈치빠른 면모를 보고 배우며 스승처럼 여기고 있다. 마판상회의 회장.
- 최지훈

대기업 사장의 아들. 게임 캐릭터 이름은 제피로, 낚시꾼으로 활동하다 위드와 엮이며 많은 사건을 겪는다. 위드의 여동생 유린을 좋아하고 있다.
- 차은희

게임 캐릭터 이름은 세에취. 직업은 오크 로드로서, 현실에선 서윤을 맡고 있는 의사이다. 서윤에게 가상 현실 게임을 알려 주었고, 은희 또한 게임을 하며 서윤의 흔적을 찾아다니다 위드 일행과 만나게 된다. 이후 정일훈(검둘치)에게 반하여 일훈과 사귀게 된다.
- 정효린

유명한 가수지만 게임 안에서는 얼굴을 바꾸고 춤꾼으로 활동하고 있다. 마판과 함께 다니다 위드일행과 만났고 이후로 위드일행과 같이 다니고 있다. 게임 캐릭터 명은 화령. 위드를 좋아하고 있다.
- 바드레이

로열 로드의 최종 목적인 황제에 가장 다가가 있는 사람 중 하나로 꼽는 유저. 헤르메스 길드의 우두머리이며, 마법의 대륙때부터 위드를 눈엣가시로 여기고 있다. 현재 레벨은 로열로드 으뜸이다.
- 다인

위드가 라비아스에서 혼자 있을 때 만난 샤먼. 수수한 성격을 지녔으며 위드가 처음으로 사랑한 사람이기도 하다. 헤르메스 길드의 설립 멤버 중 하나이다. 현재는 하벤제국 영주 중 한 명이다.·
- 유병준

로열 로드의 창시자인 천재. 위드와는 한 번 만난 적이 있다. 여담으로 자판기 코코아 값을 100원 덜 준 위드에게 악감정을 품고 있다.위드의 모험을 흥미롭게 지켜보며 번번이 놀란다.북부에서 리버스라는 이름으로 로열 로드를 시작하게 된다
• 이현의 한국대 동생들
존재감없다 작중 종종 보인다. 이현의 팬이다 [예:나이아드.]

## 조각생명체
- 와이번 :  조각술에 오른 후 처음으로 생명을 부여한 조각생명체들. 처음에 10마리를 제작하였으나 절망의 평원 전투에서 4마리가 죽고 여섯마리가 현재까지 생존했다. 와일이, 와둘이, 와삼이, 와오이, 와륙이, 와칠이가 있다. 여담으로 와삼이는 웬만한 비행기 특등석을 능가하는 뛰어난 승차감을 자랑한다고 한다.(작중 위드가 말하길 일부러 와삼이의 등을 평평하게 만들었다고)
- 빙룡 : 위드가 모라타 지방의 퀘스트를 진행하던 중, 마법의 대륙 시절 자신이 고전했던 보스급 몬스터, 빙룡 카이데스를 떠올리며 만든 얼음조각상. 처음 생명부여 당시엔 육중한 몸에 비해 짤막한 다리로 자기 몸도 제대로 가누질 못했으나, 현재는 상당히 강해졌다. 하루에 1번 아이스 브레스를 쓸 수 있다. 위드를 상징하는 드래곤으로 캐릭터 상품화가 이루어졌다.
- 누렁이 : 위드가 마탈로스트 교단 구원 퀘스트 수행 중 만든 흑소 조각상. 매우 단단한 뿔, 엄청난 체력과 속도로 유용하게 활용되고 있다. 위드가 먹기위해 여러부위를 만들어놓기도 하였다. 후에 위드가 여동생인 유린에게 부탁하여 누런색으로 염색시키려했다. 모리타 영지에서는 암소들 사이에서 최고의 인기를 누리고 있으며, 자식이 있는 유부남. 위드를 상징하는 황소로 캐릭터 상품화가 이루어졌다.
- 불사조 : 조각품에 생명부여로 만들어낸 총 5개의 불사조 조각상. 화염 능력과 강인한 생명력, 재생력을 갖고있다. 마탈로스트 교단 구원전에서 엠비뉴의 대신관, 페이로드의 자폭기술에 4마리의 불사조가 소멸했다. 현재는 그 잔해들을 흡수한 1마리의 불사조만이 남아 위드를 보좌하고 있다.
- 금인이 : 조각사들의 도시 로디움에서 위드가 만들어낸 조각생명체. 온몸이 금으로 만들어져 있다. 10대 금역 지골라스에서 혼돈의 대전사 쿠비챠와의 전투 중, 위험에 처한 위드를 구하기 위해 스스로 보석 폭발이라는 스킬을 사용하여 사망했다. 후에 위드에 의해 부활한다.(부활했을 때 잠깐 위드한테 모른척한다)
- 빛날이 : 위드가 드워프 마을 쿠르소에서 퀘스트를 하며 만들었던 빛의 날개. 다른 생물의 등에 기생하여 날 수 있게 한다(뗏다 붙였다도 가능하다). 크기는 길이 수미터에서 처음 위드가 사용했을 때는 수십 미터까지 늘어나기도 했다.
- 철일,철이,철삼,철사,철오,철육 : 위드가 조각술 최후의 비기 퀘스트를 위해 포르투 병사들과 비슷하게 만든 병사들이다. 철이, 철삼, 철사, 철육은 퀘스트 도중 사망하고 철일과 철오는 살아남았다. 철일은 의적으로 활동하다 행방불명이 되고, 철오는 창술의 마스터가 된 후 평화롭게 사망하고 그 후 철오의 자손들이 설립한 강철의 기사단은 훗날 아르펜 왕국으로 들어온다.
- 전일,전이,전삼,전사,전오,전육,전칠,전팔,전구,전십 : 위드가 조각술 최후의 비기 퀘스트를 위해 전쟁의 시대에 갔을 때 사막지역에서 만들어 낸 사막전사들이다. 전일, 전이, 전삼은 '드래곤의 입으로 뛰어드는 7인의 결사대'퀘스트에서 헤스티거, 성자 아헬른과 함께 엠비뉴 교단을 무너뜨리는데 도움을 준다.
- 알베른,알베런 :  위드가 조각술 최후의 비기 퀘스트를 위해 전쟁의 시대에 갔을 때 사막지역에서 만들어 낸성직자들이다. 알베론의 모방품.
- 흙꾼이 : 위드가 창조해낸 정령, 땅의 정령이다. 위드의 정신교육에 의해 정령술사에게 호객행위를 하고 명령을 잘 들어서 인기가 많다.
- 화돌이 : 위드가 창조해낸 정령, 불의 정령이다. 위드의 정신교육에 의해 정령술사에게 호객행위를 하고 명령을 잘 들어서 인기가 많다.
- 물방울 : 위드가 창조해낸 정령, 물의 정령이다. 위드의 정신교육에 의해 정령술사에게 호객행위를 하고 명령을 잘 들어서 인기가 많다.
- 씽씽이 : 위드가 창조해낸 정령, 바람의 정령이다. 위드의 정신교육에 의해 정령술사에게 호객행위를 하고 명령을 잘 들어서 인기가 많다.
- 게르니카, 엘틴, 빈덱스 등 지골라스의 47생명체 : 위드가 2번째 S급 난이도 퀘스트를 하기 위해 지골라스로 갔을 때 영웅의 탑에 생명을 부여하고, 그 탑이 조각품들에게 생명을 나눠주어 살아나게 되었다. 자유를 원하여 떠난 조각생명체들을 제외한 숫자이다. 후에 떠난 생명체 중 말레인스 에우노트 터틀이 조각술 최후의 비기 퀘스트를 도와준다.
- 킹 히드라 : 위드가 1번째 S급 난이도 퀘스트를 성공시킬 때 소환시켜서 이용하고 사냥한 킹 히드라를 모델로 만든 조각상. 후에 북부원정대가 조직되었을 때 생명을 부여했다. 막대한 생명력을 갖고 있다.
- 블랙 이무기 : 위드가 1번째 S급 난이도 퀘스트를 성공시킬 때 소환시켜서 이용하고 사냥한 블랙 이무기를 모델로 만든 조각상. 후에 북부원정대가 조직되었을 때 생명을 부여했다. 후에 위드에게 레어를 빌미로 보석을 뜯긴다.
- 은숙이 위드가 은으로 만들어낸 여자 성직자 조각생명체, 금인이와 한쌍으로 만들어주려고 했으나 신을 섬기는 성직자라면서 본인이 거부했다.(금인이의 부인이 되는 것을) 위드랑 금인이는 그 사건때문에 둘 다 실망한듯하다.
- 백호:사람들은 백호가 있는지도 모른다.위드가 어딘가에서 조각품에 생명부여한 것 같다.

## 세력

### 국가
- 토르 왕국 : 드워프들의 왕국. 대장장이 장인이 많이 거주한다. 드워프들 중에는 뛰어난 대장장이가 많아 대체로 돈을 잘 벌지만 토르왕국과처럼 노른산맥 근처에 위치한 5개의 국가들은 각각 한마리씩의 드래곤들의 명목상의 보호(실제로 마을로 접근하는 몬스터의 수가 적다고는 한다)를 받으면서 착취당하고 있다. 때문에 드래곤을 매우 싫어한다.토르 왕국은 그중에서도 가장 사악하다고 하는 악룡 케이베른의 보호를 받는데, 케이베른은 욕심 더럽게 많은 블랙 드래곤이다.

- 니플하임 제국 : 한때 제국로 불릴 정도로 강성하였으나,몰락의 길을 걷는다. 후에 위드가 아르펜 왕국으로 명맥을 잇는다.

- 하벤 제국 : 대륙 최강의 길드였던 헤르메스 길드의 기반 국가. 한때 바드레이라는 초고렙 유저를 앞세우고 중앙대륙을 정복하고 하벤제국을 선포했는데... 아르펜 왕국과의 전쟁에서 져서 거의 몰락상태
- 아르펜 왕국 : 위드가 북부에 세운 왕국. 처음에는 모라타 마을로 시작하였으나 엄청난 속도로 발전하였다.

이외에도 남주사막지역이나 동부,서부에 왕국들이 있다. 엠비뉴교단 또는 하벤제국에 의해 거의파괴되어 재생불가한상태가대부분이다.
중앙대륙에도 톨렌왕국, 칼라모르왕국등 여러왕국들이 존재했으나 하벤제국에 멸망.

### 길드
- 헤르메스 길드 : 온라인게임 마법의 대륙의 성주들이 모여 창립한 길드. 길드로선 최고수준의 자금과 병력을 지니고 있다. 이후 주변국들을 점령하면서 팽창한다. 길드장은 라페이이지만, 실질적인 총수는 바드레이이다 위드와 적대시하는 길드. 1차와 2차로 북부 아르펜 정벌에 나섰으나, 북부유저들과 위드로 인해 막히고, 국력을 많이 소모하게 된다. 그로인해 헤르메스길드의 점령지역에 과거 명문길드들의 '대반란의 날'을 초래하게 되었다.

- 로암 길드* : 로암이 길드장으로 있는 길드이다. 초반에는 많은 사람들에게 명문길드라 불렸지만 헤르메스 길드에 의하여 처참히 망한다. 그러나 요즘 헤르메스길드가 북부정벌을 실패한 이후 중앙대륙 남부지역에서 망한 명문길드들의 이른바 '대반란의 날'로 인해 헤르메스길드에 복수의 칼을 갈고있는 중이다.

- 흑사자 길드* : 칼리스가 길드장으로 있는 길드이다. 과거 헤르메스길드의 광산침입으로 인해 앙심을 품고있다.

- 베덴 길드* : 길드장은 밝혀지지 않았으며, 헤르메스 길드가 로열로드 정복을 할때, 방패막으로 사용되는 길드이다. 이미 길드장은 헤르메스길드와 모종의 거래를 한 것으로 보인다. 라페이의 명령으로 움직이는듯 하다.

이외에도 강한길드들이 몇개더있었지만 헤르메스 길드에게 패배한후 흩어져서 세력이미미하다.
(클라우드 길드, 블랙소드 용병단, 사자성 등등)

### 기타
- 다크 게이머 : 게임 아이템을 현실의 돈과 거래하거나, 퀘스트 대리, 병력 알선 등의 게임 내 용역과 현금을 교환하는 유저들을 일컫는다. 다크 게이머들의 사이트가 구성되어 있으며 여러정보들을 공유한다. 이현은 사이트에 가입한 이후 본격적인 다크게이머 생활을 시작한다. 다만 단점이있다면 100%믿을수는있으나 몬스터나 맵 등등의 정보가 100%다있는 것은 아니다. 가끔 게시판에서 볼 수 없는 정보를 얻게되어 당황하게 될 수도 있다. 이현은 이 곳에서 상당히 신뢰도가 높다.

- 반 호크 : 구 칼라모르 왕국의 기사출신 데스나이트. 한때 언데드들의 수장인 바르칸 데모프의 휘하에서 언데드들을 지휘했으며, 라비아스의 던전에서 위드의 수하가 되었다. 위드와 함께 수많은 모험을 함께했으며, 위드에게 끊임없는 구타를(350번 정도 죽음) 당하였다. 토리도와 함께 '생명의 목걸이' 로 소환된다(25권에서는 유령마를 타는 것도 나온다). 생명력이 다 달아도 역소환될뿐이다. 현재는 생전에 자신이 따른 주군인 테오도르 3세 의 무덤이 도굴되었다는 절망과 분노에 의해 끝없는 절망의 상징이라는 어비스나이트가 되었다. 하지만 반호크는 칼라모르 기사들의 용맹함을 보여주기위해 일부러 하벤제국의 기습에 당해주고, 이 판단때문에 바드레이에게 어비스나이트로서의 생명을 잃었다. 현재는 다시 데스나이트로서 위드의 수하가 되었다. 멜버른 광산에서 바드레이와의 전투에서 패한 후 위드가 흑암의 철을 이용해 흑암의 검을 제작해 주었다.

- 토리도 : 진혈의 뱀파이어 일족을 이끄는 뱀파이어 로드. 어린 소녀의 피와 예술작품을 사랑한다. 한때는 언데드들의 수장인 바르칸 데모프의 휘하에 있었으나 모라타 지방의 전투에서 위드 일행에게 패배, 위드의 수하가 되었다(토리도도 매우 많이 맞았다). 후에 뱀파이어 왕국 토둠에 위드를 초대하고 주종관계를 청산했지만 서윤이 검은 생명의 목걸이를 얻으면서 서윤의 수하가 되었다.. 현재는 위드가 지골라스에서 닭과 토끼로 서윤과 거래해 토리도를 얻어 다시 위드의 수하가 되었다(한번 더 맞음). 진혈의 뱀파이족을 이끄는데 그들을 박쥐로 소환하거나 토네이도를 쓰면서 싸운다.(다만 토리도는 생명체의 피를 빨면서 생명을 유지하는데 위드는 때때로 마판을 빨라고 던져 주기도 한다)멜버른 광산에서 바드레이와의 전투에서 패한 후 요사스러운 흡혈 반지를 제작해 주어 위력이 배가되었다.

분명히 강한 보스몬스터인 토리도였지만 최근에는 쓰임새가 다양하지 않아 반호크보다 딸리는 실정이다.
- 헤스티거 : 위드가 조각술 최후의 비기를 얻기 위해 과거로 가 노들레(위드)와 힐데른 퀘스트를 할 때의 동료(부하) 중 한 명으로 후세의 사람들에게 기사 중의 기사라는 평가를 받는다. 40권에서 위드가 조각부활술로 되살리나 스킬의 효과가다해서 다시 사라진다. 레벨은 869(41권)이며 사막의 전사이다(불에 관련된 기술을 매우 잘사용한다).
- (세계를 구하는 용사)사막의 대제왕 위드: 위드가 최후의 비기 퀘스트로 강하짐, 그후 사막의 대제라 불린다. 엠비뉴 교단  혼돈의 드래곤 아우솔레토를 물리친 장본인.최후의 비기 퀘스트 성공후 최후의 비기를 얻음.

### 교단
- 프레야 교단 : 아름다움과 풍요를 관장하는 프레야 여신을 섬기는 교단. 위드와 여러 퀘스트로 엮이며 교세를 넓혀간다. 위드가 교황 후보 알베론과 함께 퀘스트를 한 뒤 알베론을 부려 먹기도 한다. 위드에게 퀘스트를 주고 위드가 조각상이나 신전을 지어주기도 하면서 친한 관계를 유지한다.
- 루 교단 : 태양신 루를 섬기는 교단. 위드가 리치 바르칸을 사냥하고 얻은 루의 검을 돌려주어 위드와 각별한 사이가 되었다.
- 엠비뉴 교단 : 악신 엠비뉴를 섬기는 교단. 대륙 점령을 목표로 하고 있었지만 위드의 조각술의 최후의 비기 퀘스트의 영향으로 베르사 대륙에서 완전히 사라졌다.

(아아, 엠비뉴 신이시여!)
- 바탈리 교단 : 투신 바탈리를 섬기는 교단. 42권에 처음 등장했으며 검삼치가 투쟁의 파괴자로 임명됐다.
- 마탈로스트 교단 : 죽음의 신 마탈로스트를 섬기는 교단. 사자를 저승으로 인도하는 역할을 하고있다. 나쁜짓은 전혀 안한다. 위드가 퀘스트를 통해 쓰러진 마탈로스트 교단을 부활시킨다.
- 미네의 교단 : 대지의 신 미네를 섬기는 교단
- 헤스티아 교단 : 불과 주방의 신 헤스티아를 섬기는 교단. 위드가 신들의 정원에서 헤스티아의 신상을 제작한 뒤 재건되었다.
- 풀죽신교 : 전쟁의 신이라는 이명을 가진 위드를 섬기는 유저들이 만든 교단. 사실 교단이라기 보다는 친위대, 팬클럽에 가깝지만 그 숫자는 '대륙 북부의 유저들 전원'이라고 칭해질 정도로 어마어마하다. (적어도 500만이넘고 더욱더증가하고있다) 현재 약 130 종류의 죽을 이름으로 삼은 부대로 이루어진 군대가 있으며, 각 부대마다 레벨은 초보자부터 400렙대까지 다양하다.위드가 제작한 얼음 미녀상을 보물 제 1호로 지정하고 있다. 제 2호로는 빛의 탑이 있다.

## 달빛조각사 애장판
달빛조각사 양장본은 7월 31일부터 예약판매를 하였으며 9월 15일부터 순차적으로 일괄배송하기로 하였으나 명시적으로 
공지를 제대로 이행하지 않는 관계로 계속 미뤄지게 되어 10월 28일에 일괄배송으로 변경되었다.
2013년 7월 31일 11시 달빛조각사 애장판 예약판매 시작
2013년 9월 15일~30일 달빛조각사 애장판 발송 공지
2013년 10월 초 달빛조각사 애장판 연기 1차 발송 공지
2013년 10월 15일~20일 달빛조각사 애장판 연기 2차 발송 공지
2013년 10월 23일~25일 달빛조각사 애장판 연기 3차 발송 공지
2013년 10월 28일 달빛조각사 애장판 연기 4차 발송공지
2013년 11월 8일 출판사 로크미디어사는 박스에대한 문제와 양장본의 미흡함으로 인해. 선구매자에게 41권 무료배송하기로 함